# 大橋若奈
大橋 若奈（おおはし わかな）は、日本の薬学者（免疫学・分子生物学・腸内細菌学・実験動物学）。学位は博士（工学）（横浜国立大学・2011年）。静岡県立大学薬学部准教授・大学院薬学研究院准教授。
理化学研究所ゲノム科学総合研究センターでの勤務を経て、独立行政法人理化学研究所免疫アレルギー科学総合研究センター特別研究員、富山大学大学院医学薬学研究部助教、慶應義塾大学薬学部特任講師などを歴任した。

## 概要
免疫学、分子生物学、腸内細菌学、実験動物学などを専攻する神奈川県出身の薬学者である。腸内細菌叢と母子の健康や胎児の発達についての研究で知られている。理化学研究所で研究に従事し、富山大学、慶應義塾大学、静岡県立大学で教鞭を執った。

## 来歴

### 生い立ち
神奈川県横浜市にて育った。神奈川県立柏陽高等学校を卒業し、東邦大学に進学すると薬学部の薬学科にて学んだ。1999年（平成11年）3月に東邦大学を卒業し、学士（薬学）の学位を取得した。さらに京都大学の大学院に進学すると薬学研究科にて学んだ。2001年（平成13年）3月に修士課程を修了し、修士（薬学）の学位を取得した。なお、後年になって「Structural insight into Mg[2+]-binding feature in EF-hand proteins」と題した博士論文を執筆しており、横浜国立大学より2011年（平成23年）3月31日に博士（工学）の学位を授与されている。

### 薬学者として
文部科学省の特殊法人である理化学研究所に採用され、2001年（平成13年）よりゲノム科学総合研究センターにて勤務した。なお、理化学研究所は2003年（平成15年）に特殊法人から独立行政法人に移行しているが、引き続き勤務した。2008年（平成20年）には免疫アレルギー科学総合研究センターのリサーチアソシエイトに就任した。2011年（平成23年）には免疫アレルギー科学総合研究センターの特別研究員に就任した。
2013年（平成25年）に富山大学に転じ、大学院の医学薬学研究部にて助教に就任した。なお、富山大学の大学院には研究部・教育部制が導入されていることから、大学院では医学薬学教育部の講義に携わり、分子医科薬理学講座や病理診断学講座を受け持っていた。2020年（令和2年）に富山大学の助教を退任した。
2020年（令和2年）には慶應義塾大学にて薬学部の特任講師に就任した。薬学部においては、長谷耕二らとともに、生化学講座を受け持った。
2023年（令和5年）に静岡県立大学に転じ、薬学部の准教授に就任した。薬学部においては、主として薬科学科の講義を担当し、梅本英司らとともに、免疫微生物学分野を受け持った。また、大学院においては薬学研究院の准教授を兼務することになった。なお、静岡県立大学の大学院には研究院・学府制が導入されていることから、大学院では薬食生命科学総合学府の講義を担当し、免疫微生物学講座を受け持った。

## 研究
専門は薬学であり、特に免疫学、分子生物学、腸内細菌学、実験動物学、といった分野の研究に従事した。具体的には、腸内の細菌叢と母子の健康や胎児の発達についての研究や、腸内細菌の代謝物と腸管の免疫制御機構についての研究に取り組むなど、腸内細菌叢がヒトの健康に及ぼす作用について研究している。「亜鉛トランスポーターによる小胞体ストレスと腸管上皮恒常性の制御機構」により、2016年（平成28年）には日本分子生物学会より優秀ポスター賞が授与されている。
学術団体としては、日本免疫学会、日本薬理学会、日本分子生物学会、日本生化学会、日本微量元素学会、などに所属していた。日本薬理学会では評議員を務めていた。

## 略歴
- 1999年 - 東邦大学薬学部卒業[5]。
- 2001年 - 京都大学大学院薬学研究科修士課程修了[5]。
- 2001年 - 理化学研究所ゲノム科学総合研究センター[4]。
- 2008年 - 理化学研究所免疫アレルギー科学総合研究センターリサーチアソシエイト[4]。
- 2011年 - 理化学研究所免疫アレルギー科学総合研究センター特別研究員[4]。
- 2013年 - 富山大学大学院医学薬学研究部助教[2][4]。
- 2020年 - 富山大学退職[2]。
- 2020年 - 慶應義塾大学薬学部特任講師[2][4]。
- 2023年 - 静岡県立大学薬学部准教授[4]。
- 2023年 - 静岡県立大学大学院薬学研究院准教授。

## 賞歴
- 2016年 - 日本分子生物学会優秀ポスター賞[11][12]。

### 註釈
1. ↑  理化学研究所は、2003年に独立行政法人理化学研究所に改組された。
2. ↑  独立行政法人理化学研究所は、2015年に国立研究開発法人理化学研究所に改組された。